# Tek
Tek je način gibanja, ki ljudem in drugim živim bitjem omogoča hitrejše premikanje. Tek je vrsta hoje, za katero je značilna tako imenovana zračna faza, v kateri so vsa stopala nad tlemi. To je v nasprotju s hojo, kjer je ena noga vedno v stiku s tlemi, noge so večinoma ravne, težišče pa je obrnjeno nad nogo ali nogami v obrnjenem nihalu. Značilnost telesa v teku, s stališča mehanike vzmetne mase je, da se spremembe v kinetični in potencialni energiji znotraj koraka pojavljajo hkrati, pri čemer shranjevanje energije dosežejo vzmetne kite in pasivna mišična elastičnost. Izraz tek se lahko nanaša na katero koli vrsto hitrosti, od jogginga do šprinta.
Tek je pri ljudeh povezan z izboljšanim zdravjem in pričakovano življenjsko dobo.
Predpostavlja se, da so človeški predniki razvili sposobnost teka na velike razdalje pred približno 2,6 milijona let, verjetno zato, da bi lovili živali. Tekmovalni tek se je razvil iz verskih festivalov na različnih področjih. Zapisi o tekmovanjih segajo do Iger Tailteann na Irskem med letoma 632 pr. N. Št. in 1171 pr. N. Št., medtem ko so bile prve zabeležene olimpijske igre leta 776 pr. N. Št.
Tek je znan kot najbolj dostopen šport na svetu.
Kot šport je razdeljen na discipline, razdeljene na razdaljo, ki včasih vključuje predmete kot so ovire in zapreke. Tekaška tekmovanja so tekmovanja, na katerih se ugotovi, kateri od tekmovalcev je sposoben preteči določeno razdaljo v najkrajšem času. Danes so tekmovalni tekaški dogodki jedro atletskega športa. Panoge so običajno razdeljene v več razredov, od katerih vsak zahteva bistveno različne atletske sposobnosti in vključuje različne taktike, metode treninga in vrste tekmovalcev.
Tekaška tekmovanja so najverjetneje obstajala večino zgodovine človeštva in so bila ključni del starodavnih olimpijskih iger kot tudi začetka sodobnih olimpijskih iger.